# Großer Rachel
Le Grosser Rachel est une montagne culminant à 1 452 mètres d'altitude dans la forêt de Bavière, contrefort de la forêt de Bohême. Avec le Kleiner Rachel, à 900 m au nord-ouest, il forme le mont Rachel.

## Géographie
Il est le deuxième sommet le plus haut de la forêt de Bavière après le Großer Arber et le point culminant du parc national de la forêt de Bavière.
Sur son sommet rocheux se trouvent une croix en bois majestueuse et une hutte de gardiens de la montagne. Le panorama s'étend de l'Osser et l'Arber au nord-ouest au Dreisesselberg au sud-est ; en cas d'effet de foehn ou de couche d'inversion, il s'étend vers le massif mort ou la Zugspitze. Ce panorama est obstrué par les épicéas qui poussent dans la zone du sommet. La grande Rachel est une destination populaire.
Comme les montagnes voisines,  une grande partie de la forêt est la victime des Scolytinae. L'administration du parc national décide de ne pas retirer le bois mort de la zone touchée. À l'abri des arbres morts, une nouvelle forêt est déjà en train de devenir une « forêt sauvage » mixte.
Au sud-est du sommet se trouve environ 400 m plus bas le Rachelsee. La Rachelkapelle est également sur les pentes de la montagne. Au nord-est de la montagne se trouvent sur le territoire de la République tchèque, dans la forêt de Rachel (Roklanský Les) les sources du Kleiner Regen et du Roklanský potok.

## Ascension
Le Rachel se trouve sur les territoires des communes de Frauenau et Spiegelau. Son sommet ne peut être atteint qu'à pied. La conduite en VTT n'est pas autorisée. L’accès le plus rapide mène du parking Gfäll en une heure et demie au sommet. Oberfrauenau, la gare de Klingenbrunn et le parking de la Racheldiensthütte sont un autre point de départ. L'accès aux deux places de stationnement désignées est fermé du 15 mai au 2 novembre de 8 heures à 18 heures. L'accès est possible uniquement avec les bus régionaux. En hiver, la montagne ne doit souvent être escaladée qu'avec des skis de randonnée ou des raquettes à neige à cause de la neige atteignant plusieurs mètres. Une ascension directe du côté tchèque n’est plus possible, car le point de départ traditionnel, le refuge Rachel (Roklanská hájenka), se situe dans la zone centrale du parc national de Šumava et on ne peut donc pas y entrer.